# Hildebrandslied

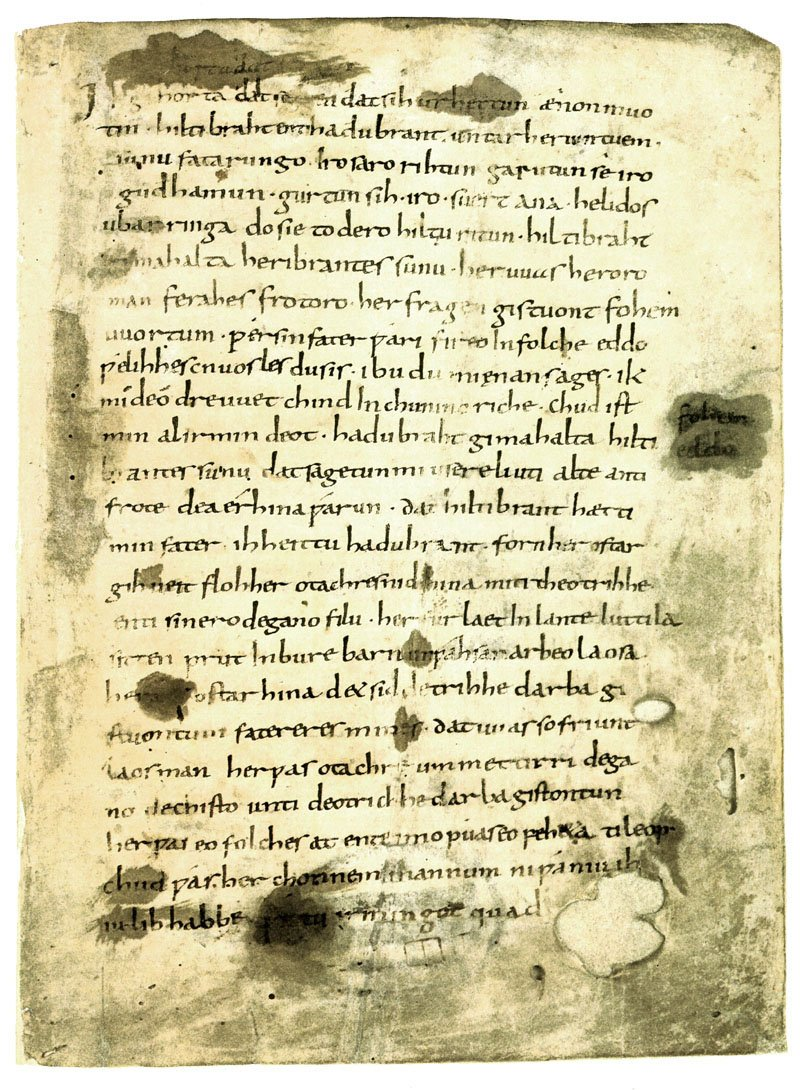
Hildebrandslied.

Hildebrandslied eller Sången om Hildebrand och Hadubrand, det äldsta befintliga fragmentet av den tyska hjältesagan, från slutet av 700-talet, skildrar i allittererad versform tvekampen mellan den åldrige Hildebrand och hans son Hadubrand. 
Far och son hade skiljts åt när fadern flydde med "Dietrich" (se även Didrikssagan) varvid modern och sonen lämnades kvar någonstans i Tyskland. Många år förflyter. Hildebrand frågar när de omsider möts, om Hadubrands fars namn, får detta. Han avslöjar då vem han är, men sonen tror honom inte. Hadubrand anklagar fadern för att försöka förleda honom och för att vara feg. Hildebrand ser då ingen annan utväg än att strida mot sonen. I slutet skildras hur fadern och sonen går i envig. Men det avslöjas inte hur tvekampen slutar. 
Hildebrandslied har utgivits av Wilhelm Grimm (De Hildebrando, antiquissimi carminis teutonici fragmentum, 1830), Sievers (fotografisk faksimile) med flera. Den yngre Hildebrandslied är en folkvisa i flera avfattningar, som fortlevde långt in på 1500-talet i Tyskland.